# Luxemburgischer Eishockeypokal 2012/13
Die Saison 2012/13 war die vierzehnte Austragung des luxemburgischen Eishockeypokals und die dritte Saison unter dem Namen Alter Domus Cup. Pokalsieger wurde HC Tornado Luxembourg.

## Teilnehmende Mannschaften
- Tornado Luxembourg
- Puckers Luxembourg
- IHC Beaufort 1
- IHC Beaufort 2
- Hiversport Huskies Luxembourg

## Tabelle
|    | Klub                          | Sp | S  | SOS | SON | N      | Tore | Punkte |
| -- | ----------------------------- | -- | -- | --- | --- | ------ | ---- | ------ |
| 1. | Tornado Luxembourg            | 14 | 13 | 1   | 0   | 159:17 | 27   |        |
| 2. | Puckers Luxembourg            | 16 | 7  | 3   | 6   | 70:73  | 17   |        |
| 3. | IHC Beaufort I                | 15 | 5  | 5   | 5   | 79:44  | 15   |        |
| 4. | Hiversport Huskies Luxembourg | 16 | 7  | 1   | 8   | 87:91  | 15   |        |
| 5. | IHC Beaufort II               | 15 | 0  | 2   | 13  | 24:194 | 2    |        |

Sp = Spiele, S = Siege, N = Niederlagen, SOS = Shootout-Sieg, SON = Shootout-Niederlage 